# Mauro Simonetti
Mauro Simonetti (14 de julho de 1948 — 1986) foi um ciclista italiano, profissional entre 1970 e 1979. Nos Jogos Olímpicos de 1968, na Cidade do México, ele conquistou uma medalha de bronze no contrarrelógio por equipes. Foi o vencedor do Tour de France 1971.

## Palmarès
1968
Bronze nos Jogos Olímpicos de 1968 - Contrarrelógio por equipes
1970
Gran Premio Città di Camaiore
1971
Tour de France:
Vencedor da etapa 6B
1972
Coppa Ugo Agostoni
1973
Coppa Sabatini
1974
San Michele – Agliana